# G.U.Y.
G.U.Y. è un singolo della cantante statunitense Lady Gaga, pubblicato il 22 marzo 2014 come terzo estratto dal terzo album in studio Artpop.

## Descrizione

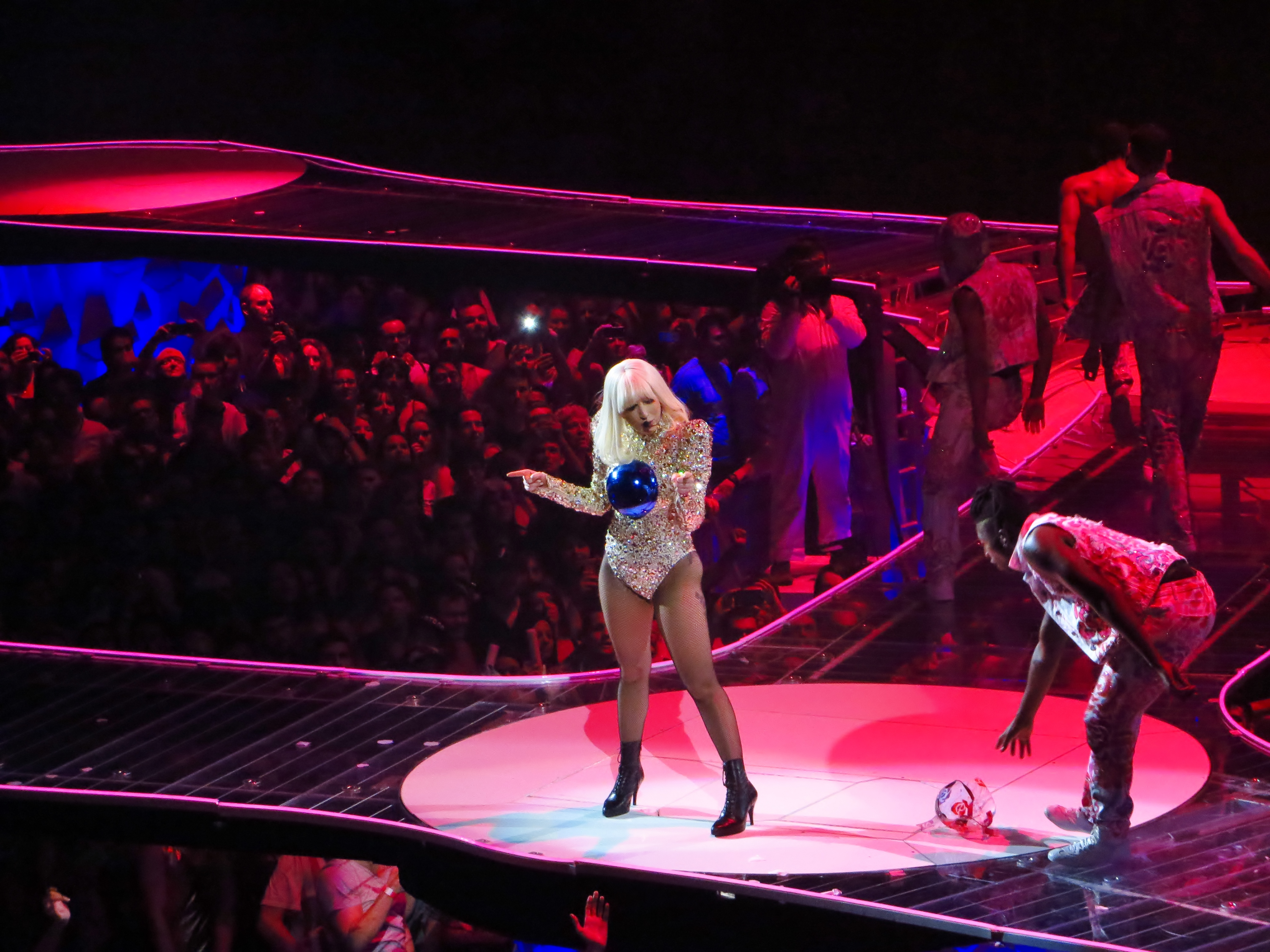
Lady Gaga canta G.U.Y. all'ArtRave: The Artpop Ball

Acronimo di Girl Under You, il brano è stato scritto e prodotto dall'artista stessa insieme a Zedd, che aveva già collaborato con Gaga in un remix di Marry the Night. La cantante ha dichiarato di aver scritto il brano con l'intento di esprimere una visione da "femminista di nuova generazione", spiegando che la canzone affronta il tema dell'accettazione e valorizzazione dell'immagine femminile.

## Video musicale
Le riprese del video musicale del brano, che ha debuttato su Dateline NBC il 22 marzo 2014, si sono tenute al castello Hearst, in California nel febbraio 2014. L'opera si presenta come un cortometraggio di dodici minuti e  comprende quattro canzoni dell'album: Artpop, Venus, G.U.Y. e MANiCURE.

### Sinossi
Il video si apre con la parte strumentale di Artpop, ambientata nel deserto nei pressi della Hearst Ranch. In questa sequenza iniziale, alcuni imprenditori discografici sono raffigurati mentre litigano per del denaro, trasportando con sé archi e frecce. Lady Gaga appare in scena vestita come una fenice, distesa a terra con una freccia conficcata nella schiena. Gli uomini ignorano la sua condizione, troppo impegnati a raccogliere banconote da terra, e si allontanano senza soccorrerla.
Successivamente, Gaga si trascina fino all'ingresso della Hearst Castle, rappresentato simbolicamente come una sorta di paradiso. Qui ha inizio il brano Venus. Due figure portano Gaga fino a una piscina, dove viene immersa in acqua in una scena che richiama un rito funebre. Dopo questa sequenza, la cantante riemerge in un nuovo contesto, circondata da alcune protagoniste del programma The Real Housewives of Beverly Hills, che suonano strumenti musicali e cantano.
La parte centrale del video è dedicata a G.U.Y. e alterna coreografie complesse a immagini simboliche che esprimono tematiche di vendetta, amore per la musica pop e rinascita. La coreografia, ideata da Richard Jackson, è eseguita in diversi ambienti, tra cui una sala bianca ornata con colonne di rose rosse e la piscina esterna del castello, dove si svolge una sequenza di nuoto sincronizzato sul ritornello del brano.
In un'altra scena, ambientata presumibilmente all'interno del castello, Lady Gaga è accompagnata dallo youtuber SkyDoesMinecraft, che la assiste nella decifrazione di un codice per aprire quattro bare virtuali ispirate al videogioco Minecraft. All'interno delle bare si trovano versioni simboliche di Gesù Cristo, Mahatma Gandhi, John Lennon e Michael Jackson, i quali vengono successivamente clonati attraverso un prelievo di sangue.
Il video si conclude con una lunga sequenza di titoli di coda della durata di circa quattro minuti, accompagnata dal brano MANiCURE come sottofondo musicale.
Nel video compaiono vari costumi disegnati da stilisti come Mia Gyzander (costume da bagno bianco) e Bea Szenfeldper (abito elaborato). Alle riprese ha preso parte anche Andy Cohen, che ha interpretato Zeus.

## Tracce
CD promozionale (Francia, Regno Unito)
1. G.U.Y. (Radio Edit) – 3:35

Download digitale
1. G.U.Y. – 3:52

Download digitale – Remixes
1. G.U.Y. (St. Lucia Remix) – 5:29
2. G.U.Y. (Rami Samir Afuni Remix) – 4:29
3. G.U.Y. (Wayne G Throwback Anthem) – 7:53
4. G.U.Y. (Lovelife Remix) – 3:15
5. G.U.Y. (KDrew Remix) – 4:45

## Classifiche
| Classifica (2014) | Posizione massima |
| ----------------- | ----------------- |
| Australia         | 88                |
| Belgio (Fiandre)  | 57                |
| Belgio (Vallonia) | 63                |
| Bulgaria          | 5                 |
| Francia           | 92                |
| Italia            | 98                |
| Libano            | 16                |
| Regno Unito       | 115               |
| Stati Uniti       | 76                |

## Date di pubblicazione
| Paese                 | Data             | Formato                      | Versione  | Etichetta             | Nota   |
| --------------------- | ---------------- | ---------------------------- | --------- | --------------------- | ------ |
| Francia               | 22 marzo 2014    | Contemporary hit radio       | Originale | Universal             | [ 14 ] |
| Italia                | 28 marzo 2014    | Contemporary hit radio       | Originale | Streamline, Universal | [ 15 ] |
| Stati Uniti d'America | 8 aprile 2014    | Contemporary hit radio       | Originale | Interscope            | [ 16 ] |
| Vari                  | 29 aprile 2014   | Download digitale, streaming | Remixes   | Interscope            | [ 17 ] |
| Regno Unito           | 12 maggio 2014   | Contemporary hit radio       | Originale | Polydor               | [ 18 ] |
| Stati Uniti d'America | 11 novembre 2023 | 7"                           | Originale | Interscope            | [ 19 ] |